# Selección de fútbol sala de Samoa Americana
La Selección de fútbol sala de Samoa Americana es el equipo que representa al país en la Copa Mundial de fútbol sala de la FIFA y en la Campeonato de Futsal de la OFC; y es controlado por la Federación de Fútbol de Samoa Americana.

## Estadísticas

### Copa Mundial de Futsal FIFA
| Copa Mundial de fútbol sala de la FIFA | Copa Mundial de fútbol sala de la FIFA | Copa Mundial de fútbol sala de la FIFA | Copa Mundial de fútbol sala de la FIFA | Copa Mundial de fútbol sala de la FIFA | Copa Mundial de fútbol sala de la FIFA | Copa Mundial de fútbol sala de la FIFA | Copa Mundial de fútbol sala de la FIFA |
| Año                                    | Ronda                                  | J                                      | G                                      | E                                      | P                                      | GF                                     | GC                                     |
| -------------------------------------- | -------------------------------------- | -------------------------------------- | -------------------------------------- | -------------------------------------- | -------------------------------------- | -------------------------------------- | -------------------------------------- |
| 1989 - 2016                            | No participó                           | No participó                           | No participó                           | No participó                           | No participó                           | No participó                           | No participó                           |
| 2021                                   | No clasificó                           | No clasificó                           | No clasificó                           | No clasificó                           | No clasificó                           | No clasificó                           | No clasificó                           |
| 2024                                   | No participó                           | No participó                           | No participó                           | No participó                           | No participó                           | No participó                           | No participó                           |
| Total                                  | 0/10                                   | -                                      | -                                      | -                                      | -                                      | -                                      | -                                      |

### Campeonato de Futsal de la OFC
| Campeonato de Futsal de la OFC | Campeonato de Futsal de la OFC | Campeonato de Futsal de la OFC | Campeonato de Futsal de la OFC | Campeonato de Futsal de la OFC | Campeonato de Futsal de la OFC | Campeonato de Futsal de la OFC | Campeonato de Futsal de la OFC |
| Año                            | Ronda                          | J                              | G                              | E                              | P                              | GF                             | GC                             |
| ------------------------------ | ------------------------------ | ------------------------------ | ------------------------------ | ------------------------------ | ------------------------------ | ------------------------------ | ------------------------------ |
| 1992 - 2016                    | No participó                   | No participó                   | No participó                   | No participó                   | No participó                   | No participó                   | No participó                   |
| 2019                           | Fase de grupos                 | 3                              | 0                              | 0                              | 3                              | 3                              | 28                             |
| 2022                           | No participó                   | No participó                   | No participó                   | No participó                   | No participó                   | No participó                   | No participó                   |
| 2023                           | No participó                   | No participó                   | No participó                   | No participó                   | No participó                   | No participó                   | No participó                   |
| Total                          | 1/14                           | 3                              | 0                              | 0                              | 3                              | 3                              | 28                             |

- Datos: Q108805551